# Mycastor
Mycastor is een geslacht van vlinders uit de familie van de prachtvlinders (Riodinidae), onderfamilie Riodininae.
Mycastor werd in 1983 voor het eerst wetenschappelijk beschreven door Callaghan.

## Soorten
Mycastor omvat de volgende soorten:
- Mycastor leucarpis (Stichel, 1925)
- Mycastor nealces (Hewitson, 1871)
- Mycastor scurrilis (Stichel, 1929)